# Фарнабаз II
Вижте пояснителната страница за други личности с името Фарнабаз.
Фарнабаз II (на старогръцки: Φαρνάβαζος, Pharnabazos, * ок. 435 пр.н.е., † сл. 373 пр.н.е. в Суза) е висш персийски благородник, генерал и сатрап на Хелеспонтийска Фригия между 413 и 387 пр.н.е.
Той е син на Фарнак, който е сатрап на Фригия (ок.430-ок.422). Фамилията му произлиза от Фарнакидите, страничен клон на Ахеменидите, произлизащ от знатния придворен министър Фарнак, чичото на велик цар Дарий I Велики (упр. 521 –486 пр.н.е.). Семейството му в продължение на поколения притежава наследствената служба сатрап в Даскилейон на Хелеспонт (хелеспонтийска Фригия, днес Северозападна Турция). Той наследява баща си през 413/412 пр.н.е.
През Пелопонеската война той помага на Спарта против Атина. Дава обаче убежище на избягалия атински пълководец Алкивиад, но през зимата 404 пр.н.е. нарежда да го убият заради съюзника си, спартанския генерал Лисандър. По време на бунта на Кир Млади против великия цар Артаксеркс II Мнемон Фарнабаз помага на царя.
През последвалата спартанско-персийска война (399 – 394 пр.н.е.) Фарнабаз играе централна роля. През 397 пр.н.е. той помага на атинския военачалник Конон да стане главнокомандуващ на персийската флота. Той помага след това на пълководеца Тисаферн при защитата на Кария от спартанския предводител Деркилид. Фарнабаз е нападнат от спартанския цар Агезилай II. През 396/395 пр.н.е. заедно с Тимократ от Родос успява да привлече Тива във войната против Спарта, което в Гърция води до избухване на Коринтската война (395 – 387 пр.н.е.). Заедно с Конон той побеждава през 394 пр.н.е. в морската битка при Книдос, където цялата флота на Спарта е потопена.
След това той помага на Трасибул, което носи на Персия множество градове и острови на малоазийския бряг. След мира със Спарта 
387 пр.н.е. Фарнабаз обаче е свален от великия цар като сатрап на Фригия и е сменен от Ариобарзан.
Фарнабаз заема служба в двора на персийския велик цар Артаксеркс II Мемнон и се жени за неговата дъщеря Апама. Заедно с военачалниците Титравст и Аброком той трябва да завладее Египет. Походът в Египет е прекратен между 385 и 383 пр.н.е. без резултат. Около 370 пр.н.е. Фарнабаз отново е гланокомандуващ на нападение в Египет. Заедно с атинския стратег Ификрат той организира настаняванетона войската във финикийския Аке. През 373 пр.н.е. се извършва нападението на Египет. Заради годишния разлив на Нил и скарването между Фарнабаз II и Ификрат, Фарнабаз прекратява похода. Той отвежда войските си обратно за прегрупиране във Финикия. Там е отзован от великя цар и сменен от Датам като главнокомандващ.

Фарнабаз умира малко след това на повече от 60 години. От първия си брак той има един син Ариобарзан († 362 пр.н.е.), с втората си съпруга Апама той има син, Артабаз (* ок. 390, † ок. 325 пр.н.е.).